# Adam Brodzki
Adam Brodzki – polski lekarz weterynarii, doktor habilitowany nauk weterynaryjnych, profesor na Uniwersytecie Przyrodniczym w Lublinie, specjalista od chirurgii zwierząt.

## Kariera naukowa
W 1995 roku na Akademii Rolniczej w Lublinie uzyskał tytuł lekarza weterynarii. W 2003 roku na Wydziale Medycyny Weterynaryjnej tej samej uczelni uzyskał stopień doktora nauk weterynaryjnych na podstawie rozprawy pt. Badania zawartości wolnych aminokwasów oraz magnezu, miedzi i cynku w nowotworach skóry, tkanki podskórnej i gruczołu mlekowego u psów. W 2009 roku został zatrudniony na tejże uczelni, a w 2016 roku uzyskał na jej Wydziale Medycyny Weterynaryjnej stopień doktora habilitowanego nauk weterynaryjnych na podstawie pracy pt. Badania nad nowotworami okolicy odbytu u psów.